# Shemurat Alloné Yiẕẖaq
Shemurat Alloné Yiẕẖaq (hebreiska: שמורת אלוני יצחק, Shemurat Alloné Yitsẖak) är ett naturreservat i Israel.   Det ligger i distriktet Haifa, i den norra delen av landet.